# Green Bay Packers 1925
La stagione 1925 dei Green Bay Packers è stata la quinta della franchigia nella National Football League. La squadra, allenata da Curly Lambeau, ebbe un record di 8-5, terminando nona in classifica. Fu la prima stagione in cui il club disputò le sue gare interne al City Stadium.

## Calendario
| Stagione regolare |              |                             |           |
| Gara              | Data         | Avversario                  | Risultato |
| 1                 | 20 settembre | Hammond Pros                | V 14–0    |
| 2                 | 27 settembre | Chicago Bears               | V 14–10   |
| 3                 | 4 ottobre    | at Rock Island Independents | S 0–3     |
| 4                 | 11 ottobre   | Milwaukee Badgers           | V 31–0    |
| 5                 | 18 ottobre   | Rock Island Independents    | V 20–0    |
| 6                 | 25 ottobre   | Rochester Jeffersons        | V 33–13   |
| 7                 | 1 novembre   | at Milwaukee Badgers        | V 6–0     |
| 8                 | 8 novembre   | at Chicago Cardinals        | S 6–9     |
| 9                 | 15 novembre  | Dayton Triangles            | V 7–0     |
| 10                | 22 novembre  | at Chicago Bears            | S 0–21    |
| 11                | 26 novembre  | at Pottsville Maroons       | S 0–31    |
| 12                | 28 novembre  | at Frankford Yellow Jackets | S 7–13    |
| 13                | 6 dicembre   | at Providence Steam Roller  | V 13–10   |

## Classifiche
| Classifica NFL           |    |   |   |      |     |     |     |
|                          | V  | S | P | %    | PF  | PS  | STR |
| Chicago Cardinals *      | 11 | 2 | 1 | .846 | 229 | 65  | V2  |
| Pottsville Maroons *     | 10 | 2 | 0 | .833 | 270 | 45  | V5  |
| Detroit Panthers         | 8  | 2 | 2 | .800 | 129 | 39  | V1  |
| New York Giants          | 8  | 4 | 0 | .667 | 122 | 67  | V1  |
| Akron Pros               | 4  | 2 | 2 | .667 | 65  | 51  | S2  |
| Frankford Yellow Jackets | 13 | 7 | 0 | .650 | 190 | 169 | V2  |
| Chicago Bears            | 9  | 5 | 3 | .643 | 158 | 96  | V3  |
| Rock Island Independents | 5  | 3 | 3 | .625 | 99  | 58  | S1  |
| Green Bay Packers        | 8  | 5 | 0 | .615 | 151 | 110 | V1  |
| Providence Steam Roller  | 6  | 5 | 1 | .545 | 111 | 101 | S1  |
| Canton Bulldogs          | 4  | 4 | 0 | .500 | 50  | 73  | S1  |
| Cleveland Bulldogs       | 5  | 8 | 1 | .385 | 75  | 135 | S1  |
| Kansas City Cowboys      | 2  | 5 | 1 | .286 | 65  | 97  | V1  |
| Hammond Pros             | 1  | 4 | 0 | .200 | 23  | 87  | S3  |
| Buffalo Bisons           | 1  | 6 | 2 | .143 | 33  | 113 | S4  |
| Rochester Jeffersons     | 0  | 6 | 1 | .000 | 26  | 111 | S5  |
| Dayton Triangles         | 0  | 7 | 1 | .000 | 3   | 84  | S7  |
| Duluth Kelleys           | 0  | 3 | 0 | .000 | 6   | 25  | S3  |
| Milwaukee Badgers        | 0  | 6 | 0 | .000 | 7   | 191 | S6  |
| Columbus Tigers          | 0  | 9 | 0 | .000 | 28  | 124 | S9  |

Note:
- I pareggi non venivano conteggiati ai fini della classifica fino al 1972.[2]
- I Pottsville Maroons furono sospesi dalla lega a dicembre, risultando nella vittoria del campionato da parte dei Chicago Cardinals